# Râul Puturosu, Toplița
Râul Puturosu (în maghiară Büdos) este un curs de apă, afluent al râului Toplița.

## Hărți
- Harta județului Harghita  inț
- Harta Munților Călimani  Arhivat în 11 octombrie 2008, la Wayback Machine.